# ترو أند فولس (أمر)
في أنظمة التشغيل المشابهة لـيونكس ، تعد الأوامر true false وظيفتها الوحيدة هي العودة دائمًا مع حالة الانتهاء محددة مسبقًا. غالبًا ما يستخدم المبرمجون والبرامج النصية حالة خروج الأمر لتقييم النجاح (حالة الخروج صفر) أو الفشل (غير الصفر) في الأمر. في true و false تمثل أوامر القيمة حقيقية لنجاح الأوامر.

## استعمال
تستخدم عادة الأوامر في العبارات الشرطية وتدفق السيطرة من البرامج سكربت شل . على سبيل المثال، يكرر البرنامج النصي shell التالي حلقة hello hello حتى تتم مقاطعة 
```
while
 
true

do

  
echo
 
hello

done

```

يمكن استخدام الأوامر لتجاهل نجاح أو فشل سلسلة من الأوامر الأخرى، كما في المثال: 
```
make
 
…
 
&&
 
false

```

يؤدي تعيين رمز تسجيل دخول شل يونكس المستخدم إلى false ، في / etc / passwd ، إلى حرمانه فعليًا من الوصول إلى موقع shell تفاعلي، ولكن ربما لا يزال حسابه صالحًا للخدمات الأخرى، مثل FTP . (على الرغم من أن / sbin / nologin ، إن وجد، قد يكون أكثر ملاءمة لهذا الغرض، لأنه يطبع إشعارًا قبل إنهاء الجلسة. )

## أنظر أيضا
- قائمة أوامر يونكس
- منطق بولياني
- IEFBR14